# Schmiedrued
Schmiedrued (schweizerdeutsch: ˈʃmɪdˌruəd) ist eine Einwohnergemeinde im Schweizer Kanton Aargau. Sie gehört zum Bezirk Kulm, liegt im oberen Ruedertal und grenzt an den Kanton Luzern. Der inoffizielle Name der Gemeinde lautet Schmiedrued-Walde.

## Geographie
Die Gemeinde liegt im oberen Teil des Ruedertals, das von der Ruederche durchflossen wird. Der Talboden ist durchgehend sehr schmal und kaum mehr als 50 Meter breit. Während das Tal im unteren Teil durch steile Hügelflanken begrenzt wird, werden die angrenzenden Hügel im oberen Bereich allmählich flacher. Die östliche Grenze zum Wynental hin wird durch einen Hügelzug gebildet, der allmählich in eine langgezogene, durchschnittlich 700 Meter hohe Ebene übergeht. In Richtung Westen, zum Suhrental hin, ist das Gelände zwar wesentlich steiler, weist aber auch zahlreiche kleine Plateaus auf.
Schmiedrued ist eine Streusiedlung und besteht aus mehreren Dörfern und Weilern. Im Talgrund liegen (von Norden her gesehen) Schmiedrued (569 m ü. M.), Walde (607 m ü. M.) und Schiltwald (650 m ü. M.). Westlich von Schmiedrued befinden sich die Weiler Eggschwil (604 m ü. M.) und Lören (611 m ü. M.), noch weiter südwestlich die Weiler Hochrüti (678 m ü. M.) und Nütziweid (693 m ü. M.). Westlich von Walde liegt Bodenrüti (656 m ü. M.), südöstlich von Schiltwald der Weiler Rehhag (710 m ü. M.). Die grösste Siedlung mit knapp der Hälfte der Einwohner ist Walde.
Die Fläche des Gemeindegebiets beträgt 865 Hektaren, davon sind 238 Hektaren bewaldet und 77 Hektaren überbaut. Der höchste Punkt befindet sich auf 810 Metern am Fuchshubel an der Kantonsgrenze, der tiefste auf 527 Metern an der Ruederche. Nachbargemeinden sind Moosleerau und Kirchleerau im Westen, Schlossrued im Nordwesten, Oberkulm im Norden, Gontenschwil im Osten sowie die luzernischen Gemeinden Rickenbach im Südosten, Schlierbach im Süden und Triengen im Südwesten.

## Geschichte
Die Besiedlung des Ruedertales erfolgte im 5. und 6. Jahrhundert durch die Alamannen, die den dichten Urwald rodeten. 1160 wurden in den Acta Murensia des Klosters Muri erstmals die «Herren von Ruoda» erwähnt. Der Ortsname leitet sich vom althochdeutschen (ze) Ruoderahu ab, was «beim Ruderbach» bedeutet; also ein Gewässer das durch Rudern überquert werden kann. Die Herren von Rued waren ein Ministerialengeschlecht der Grafen von Kyburg, ab 1273 der Habsburger. Ihr Stammsitz, das Schloss Rued, lag beim benachbarten Dorf Schlossrued.
1415 eroberten die Eidgenossen den Aargau. Schmiedrued gehörte nun zum Untertanengebiet der Stadt Bern, dem so genannten Berner Aargau. Die niedere Gerichtsbarkeit war im Besitz verschiedener Adelsgeschlechter aus der näheren Umgebung. Schliesslich wurde die Herrschaft Rued, die neben dem Ruedertal auch die Dörfer Kirchleerau und Moosleerau umfasste, von den ursprünglich aus Italien stammenden Herren von May erworben. Von 1430 bis 1915 existierte eine Hammerschmiede, der die Gemeinde ihre zweite Silbe im Namen verdankt. 1528 führten die Berner die Reformation ein.
Im März 1798 nahmen die Franzosen die Schweiz ein, entmachteten die «Gnädigen Herren» von Bern und riefen die Helvetische Republik aus. Seither gehört Schlossrued zum Kanton Aargau, doch erst 1834 verkauften die May ihre letzten übrig gebliebenen Rechte an den Kanton. 1816 wurde das Ruedertal in die Gemeinden Schmiedrued und Schlossrued aufgeteilt. Schmiedrued bestand vorerst noch aus den halbautonomen Ortsbürgerschaften Matt, Schmiedrued, Schiltwald und Walde, die sich erst 1861 aufgrund finanzieller Probleme zu einer einzigen, mit der Einwohnergemeinde deckungsgleichen Ortsbürgergemeinde zusammenschlossen. Bis weit ins 20. Jahrhundert hinein prägte die Landwirtschaft das Leben der Gemeinde, daneben wurde bis Mitte der 1970er Jahre die Seidenbandweberei in Heimarbeit betrieben.

## Sehenswürdigkeiten

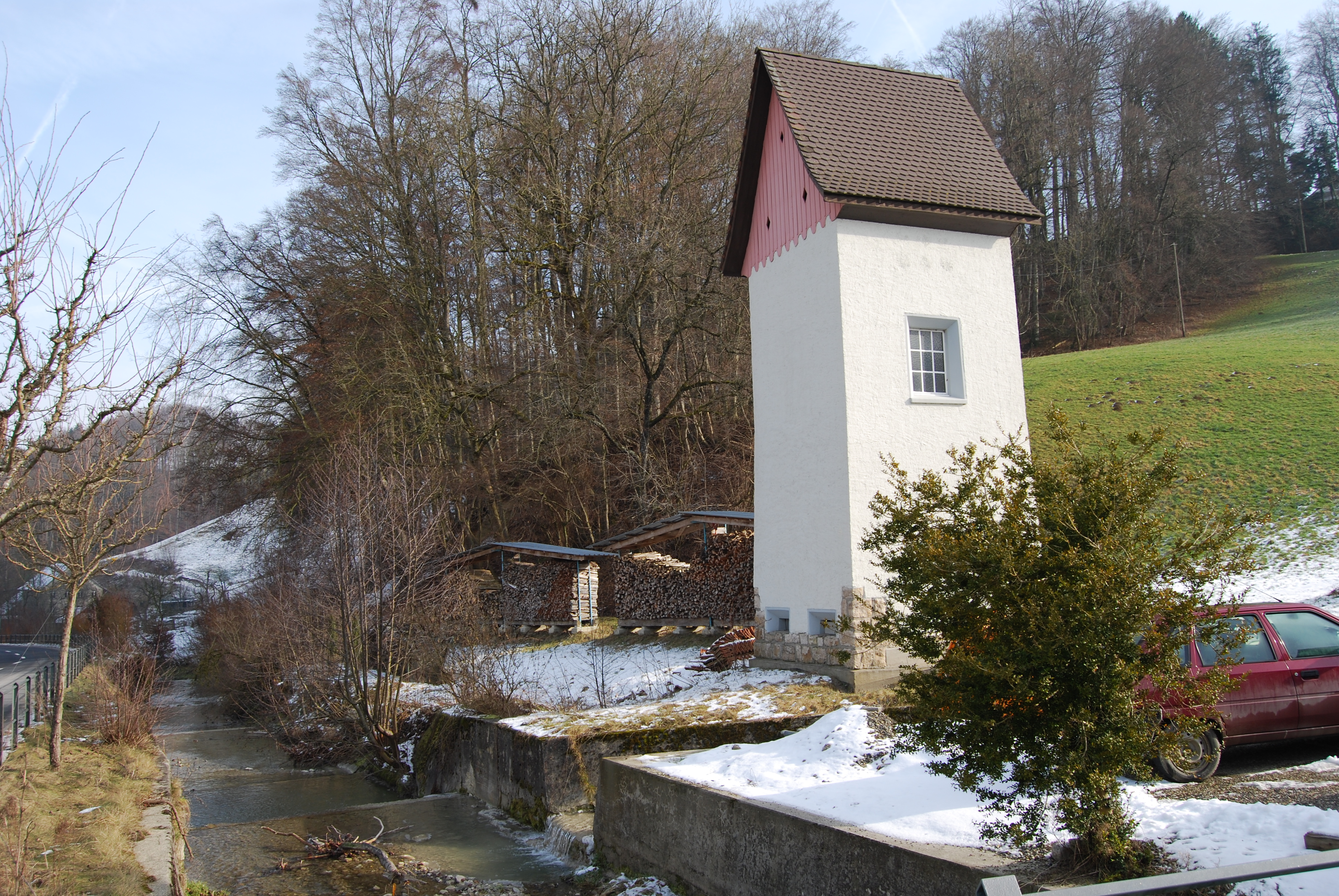
Das Flüsschen Ruederche in Schmiedrued

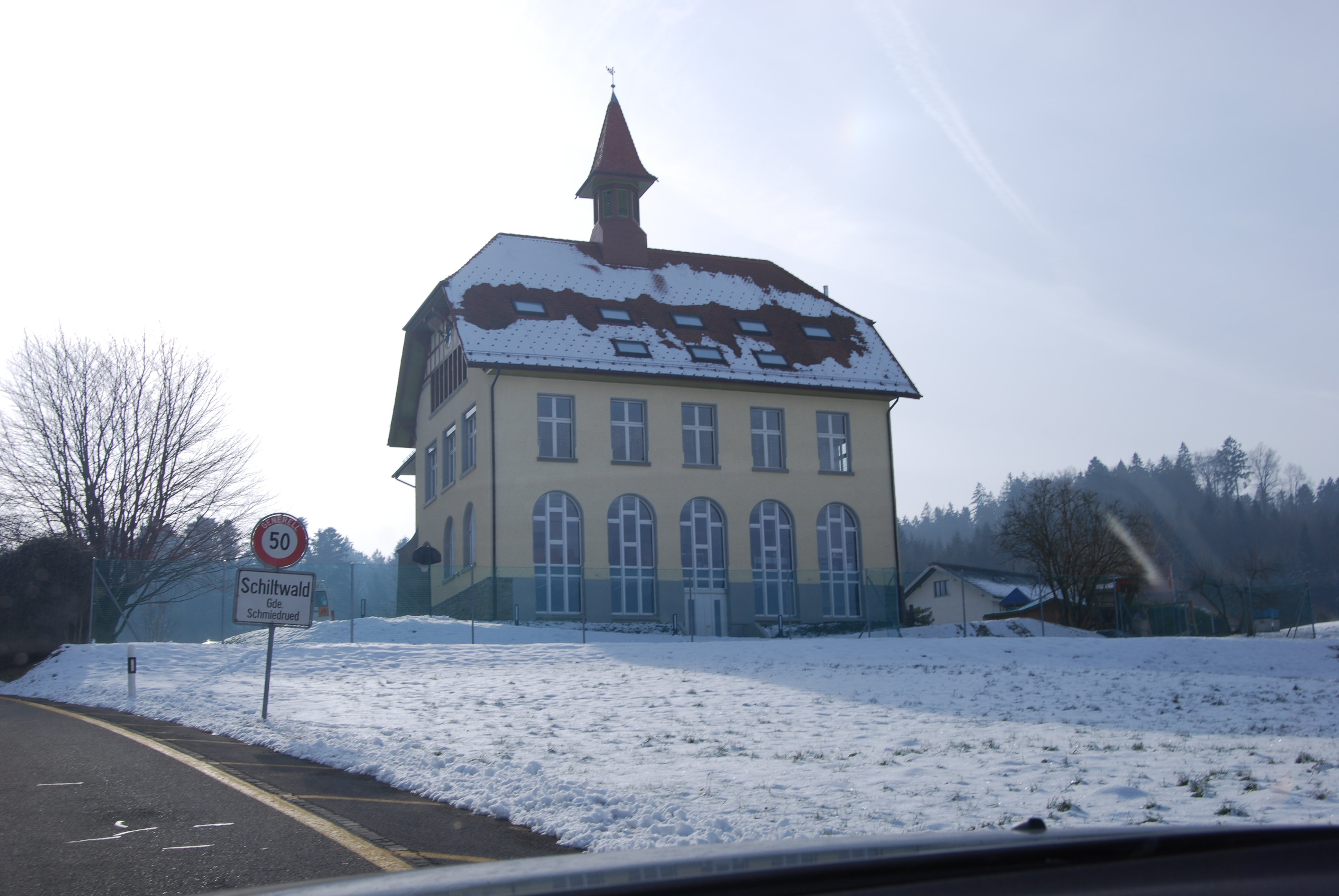
Schule in Schiltwald: Das Schulhaus diente als Vorlage zu dem Roman Schilten (1976) von Hermann Burger

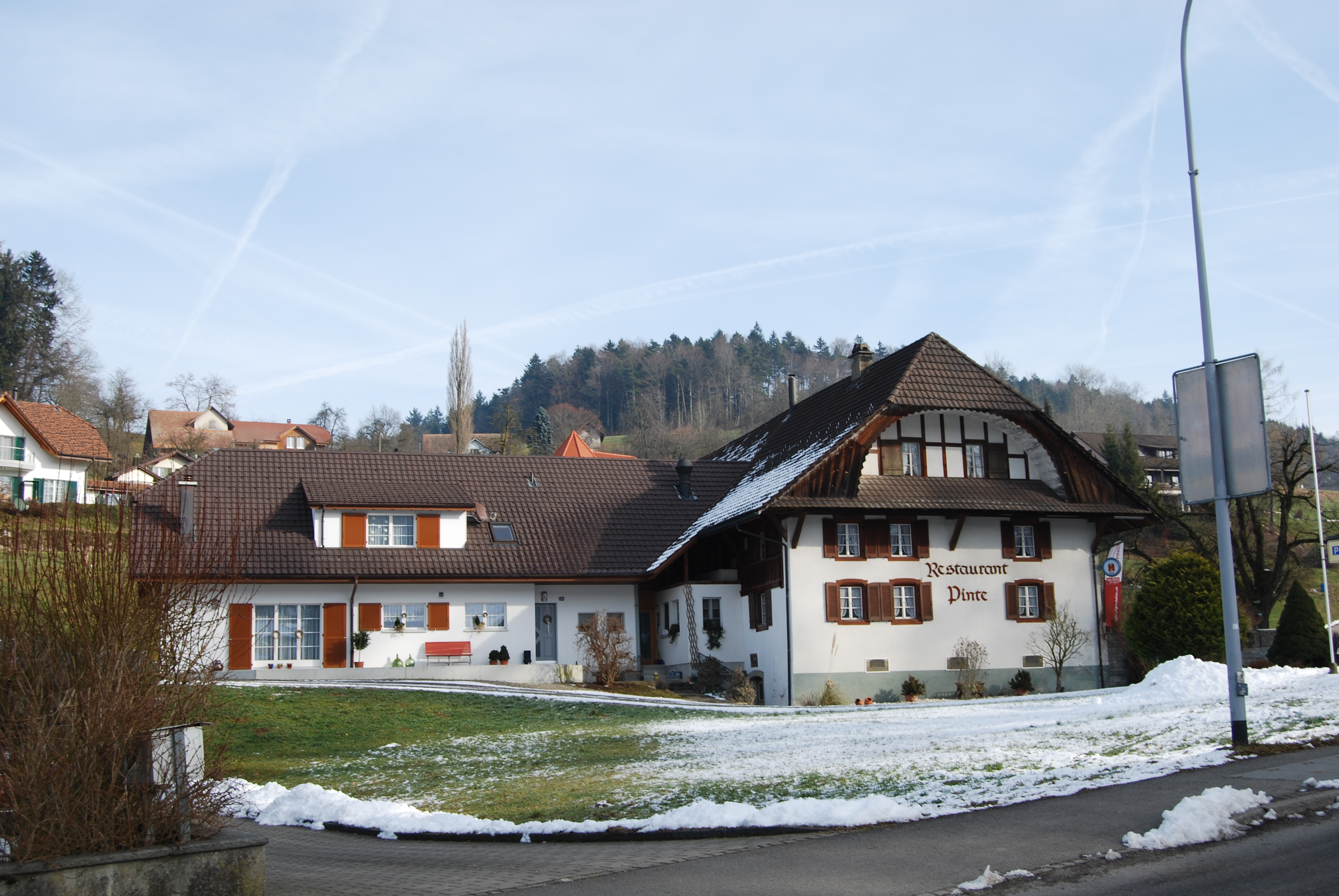
Restaurant Pinte in Walde

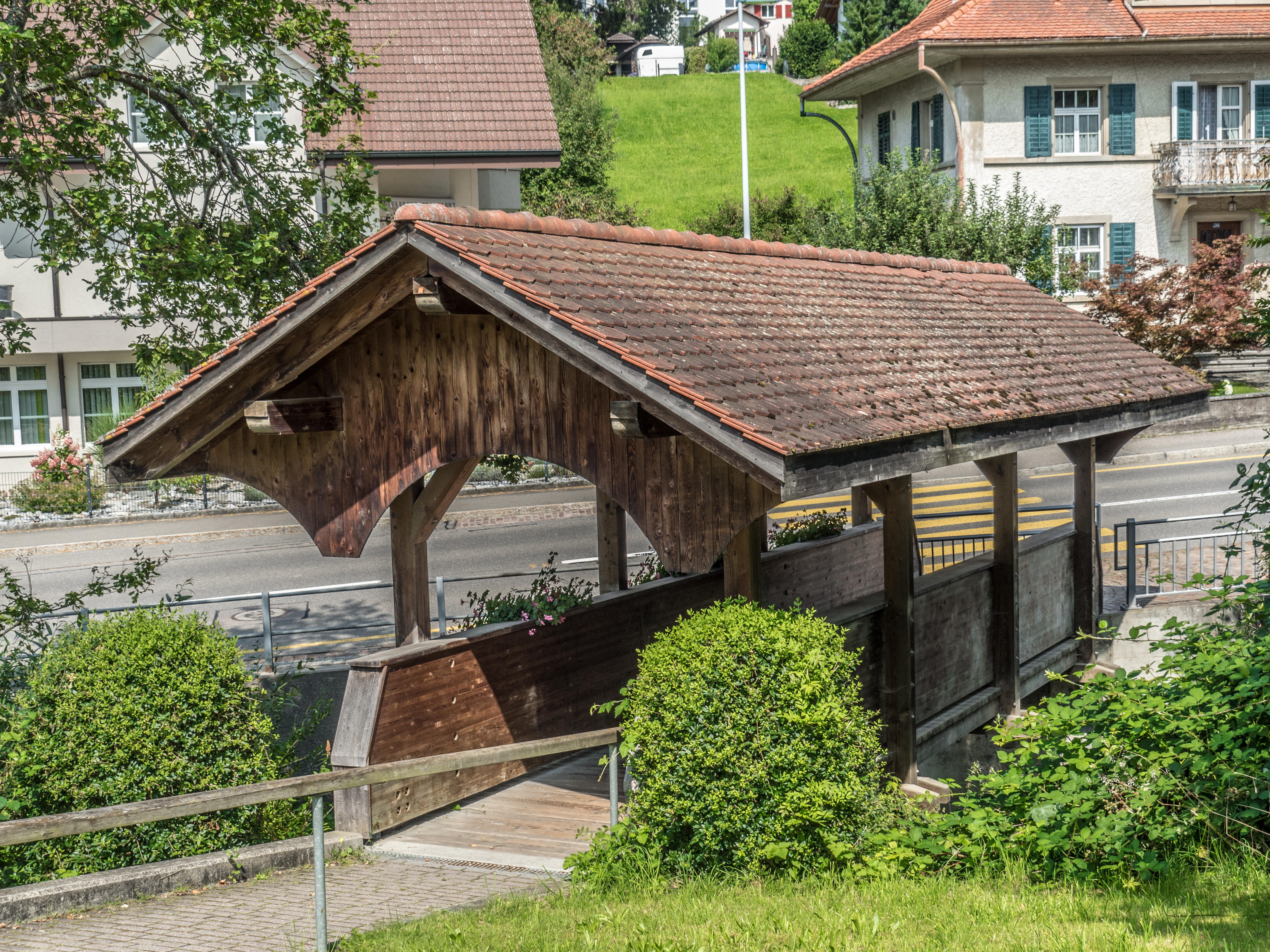
Gedeckte Holzbrücke über die Ruederche in Walde, im Hintergrund die Dorfstrasse (Kantonsstrasse 330)

Im Weiler Nütziweid, auf einer Höhe von rund 700 Metern, befindet sich die Sternwarte des Astro-Club Solaris Aarau, die öffentlich zugänglich ist. Das Weberei- und Heimatmuseum Ruedertal wurde 1981 eröffnet und präsentiert betriebsbereite Webmaschinen sowie Webstühle und dokumentiert die frühere Heimweberei im Ruedertal.

## Wappen
Die Blasonierung des Gemeindewappens lautet: «In Blau weisser, schwarz gestielter Hammer, überhöht von zwei gekreuzten weissen Rudern und sechsstrahligem weissem Stern.» Das Gemeindewappen ist von jenem der Herren von Rued abgeleitet, welches seit 1279 bekannt ist. 1872 fügte man den Hammer hinzu. 1953 erfolgte eine stilistische Verbesserung mit einem kürzeren Hammerstiel.

## Bevölkerung
Die Einwohnerzahlen entwickelten sich wie folgt:
| Jahr      | 1850 | 1900 | 1930 | 1950 | 1960 | 1970 | 1980 | 1990 | 2000 | 2010 | 2020 |
| Einwohner | 1526 | 968  | 1015 | 977  | 934  | 977  | 900  | 1028 | 1219 | 1186 | 1160 |

Am 31. Dezember 2023 lebten 1152 Menschen in Schmiedrued, der Ausländeranteil betrug 10,9 %. Bei der Volkszählung 2015 bezeichneten sich 48,5 % als reformiert und 16,9 % als römisch-katholisch; 34,6 % waren konfessionslos oder gehörten anderen Glaubensrichtungen an. 94,3 % gaben bei der Volkszählung 2000 Deutsch als ihre Hauptsprache an und 2,8 % Albanisch.

## Politik und Recht
Die Versammlung der Stimmberechtigten, die Gemeindeversammlung, übt die Legislativgewalt aus. Ausführende Behörde ist der fünfköpfige Gemeinderat. Er wird im Majorzverfahren vom Volk gewählt, seine Amtsdauer beträgt vier Jahre. Der Gemeinderat führt und repräsentiert die Gemeinde. Dazu vollzieht er die Beschlüsse der Gemeindeversammlung und die Aufgaben, die ihm vom Kanton zugeteilt wurden. Für Rechtsstreitigkeiten ist in erster Instanz das Bezirksgericht Kulm zuständig. Schmiedrued gehört zum Friedensrichterkreis IX (Unterkulm).

## Wirtschaft
In Schmiedrued gibt es gemäss der im Jahr 2015 erhobenen Statistik der Unternehmensstruktur (STATENT) rund 380 Arbeitsplätze, davon 29 % in der Landwirtschaft, 36 % in der Industrie und 35 % im Dienstleistungsbereich. Viele Erwerbstätige sind Wegpendler und arbeiten in Schöftland oder in der Region Aarau.

## Verkehr
Schmiedrued liegt abseits der Hauptverkehrsachsen, ist aber durch die Kantonsstrasse 330 mit dem Suhrental und dem Wynental verbunden, durch die Kantonsstrasse 331 auch mit der Region Sursee. 

### Nahverkehr
Die Anbindung an den öffentlichen Verkehr erfolgt durch eine Postautolinie, die vom Bahnhof Schöftland aus ins Ruedertal führt und die Dörfer Schmiedrued, Walde und Schiltwald erschliesst.
- 616 Schöftland Bahnhof – Schlossrued – Kirchrued – Schmiedrued – Walde AG – Schiltwald Wendeplatz

## Bildung
Die Gemeinde verfügt über einen Kindergarten und ein Schulhaus, in dem die Primarschule unterrichtet wird. Alle Oberstufen (Realschule, Sekundarschule und Bezirksschule) können in Schöftland besucht werden. Die nächstgelegenen Gymnasien sind die Alte Kantonsschule und die Neue Kantonsschule, beide in Aarau.

## Persönlichkeiten
- Friedrich Brunner (1850–1928), Politiker und Unternehmer